# Carlos de Labayen
Carlos de Labayen (Pamplona, 1578 - 1632). Se formó como impresor en Zaragoza y de esta ciudad fue llamado por el Ayuntamiento de la capital navarra para abrir un taller con el fin de hacer la competencia a Matías Mares, el único impresor existente hasta entonces. Activo durante 26 años, entre 1607 y 1632, año de su muerte, se tienen noticia de que imprimió medio centenar de libros, lo que representa una media anual de dos títulos y constituye el veinte por ciento de la producción de libros en las imprentas navarras en el siglo XVII. A su muerte, el negocio de imprenta y librería pasó a ser gestionado por Domingo Vélez de Vergara, esposo de Felipa Rodríguez, viuda de Carlos de Labayen. La mala marcha del negocio condujo Vélez de Vergara a la cárcel por insolvente y, al final, el taller fundado por Carlos de Labayen pasó a manos de su hermano Martín de Labayen (1632-1654).

## Formación y primeros años como impresor
Natural de Pamplona, nacido en 1578, se formó profesionalmente en Zaragoza donde, en 1604, con 26 años, comenzó a trabajar por cuenta propia con la imprenta que había comprado, por 2000 sueldos, a Ángel Tavano, activo impresor de la capital aragonesa. 
Trabaja fundamentalmente al servicio del editor aragonés Juan Bonilla y, en 1604, por encargo del librero afincado en Pamplona, Fernando de Espinal, imprime el folleto Agricultura de jardines de Gregorio de los Ríos.
Entre 1604 y 1607 ven la luz diversas publicaciones que, en ocasiones, imprime asociado con Juan Larumbe, también navarro, con el que pudo llegar a la capital aragonesa. 

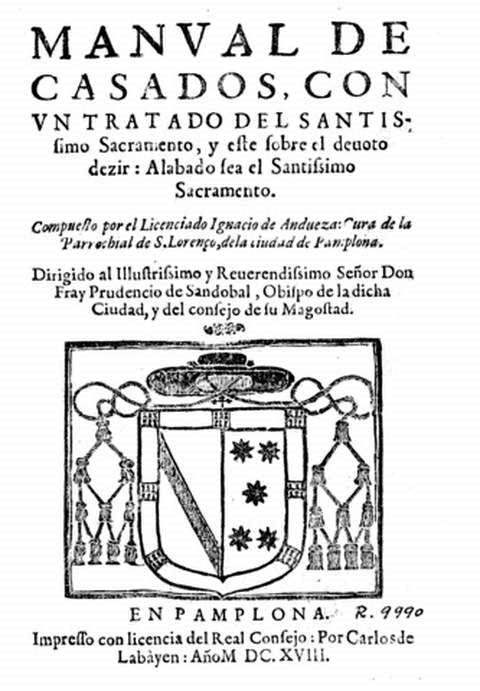
Manual de casados, del sacerdote pamplonés Ignacio de Andueza, impreso por Carlos de Labayen en 1618

Casa, en 1605, con Felipa Rodríguez, hija del impresor Alonso Rodríguez, que aporta en su dote los útiles de imprimir del taller de su padre, valorados en 4000 sueldos. Su formación es buena, ya que sabe escribir.

## Apertura del taller de imprenta en Pamplona
En la sesión de 13 de enero de 1607 el Regimiento de la capital navarra, conocedor de que es un profesional “muy perito y hábil” y que está dispuesto a instalar una imprenta en la ciudad, considerando que la existencia de dos tipógrafos será un acicate y mejorará el servicio, lo nombra impresor oficial juntamente con Matías Mares, quien hasta esa fecha venía desempeñando este cargo de forma exclusiva, con una ayuda de 50 ducados anuales. 
En lo sucesivo, la asignación de la ciudad se repartirá entre los dos profesionales a partes iguales, a razón de 25 ducados a cada uno. De esta manera, con el mismo gasto, Pamplona cuenta con dos talleres que, sin duda, han de competir para obtener los encargos oficiales y privados con el consiguiente beneficio para los clientes. El acuerdo municipal recoge los motivos y condiciones del nombramiento:

Aunque la dicha ciudad y Reino tienen conducido un impresor paras las cosas que en él se pueden ofrecer, siempre se ha tenido por falta no haber otro para que con la competencia tengan mejores letras e impresiones y hagan más comodidad a los que quieran imprimir cédulas y otros despachos, y ahora es a su noticia de que en la ciudad de Zaragoza del Reino de Aragón hay un impresor muy perito y hábil en este arte, hijo de esta dicha ciudad, y ha dado a entender vendrá a ella haciéndole alguna comodidad, y porque esto tenga efecto, por el presente auto y su tenor, le conducen por impresor de la dicha ciudad con la mitad del salario que se le da a Matías Mares, así bien impresor de la dicha ciudad, que son veinte y cinco ducados, pagados por sus tercios y tandas ordinarias, de manera que los cincuenta ducados que se dan y han dado a dicho Matías Mares quedan a medias para los dichos dos impresores y esta condición se entienda durante la voluntad del dicho Regimiento. 

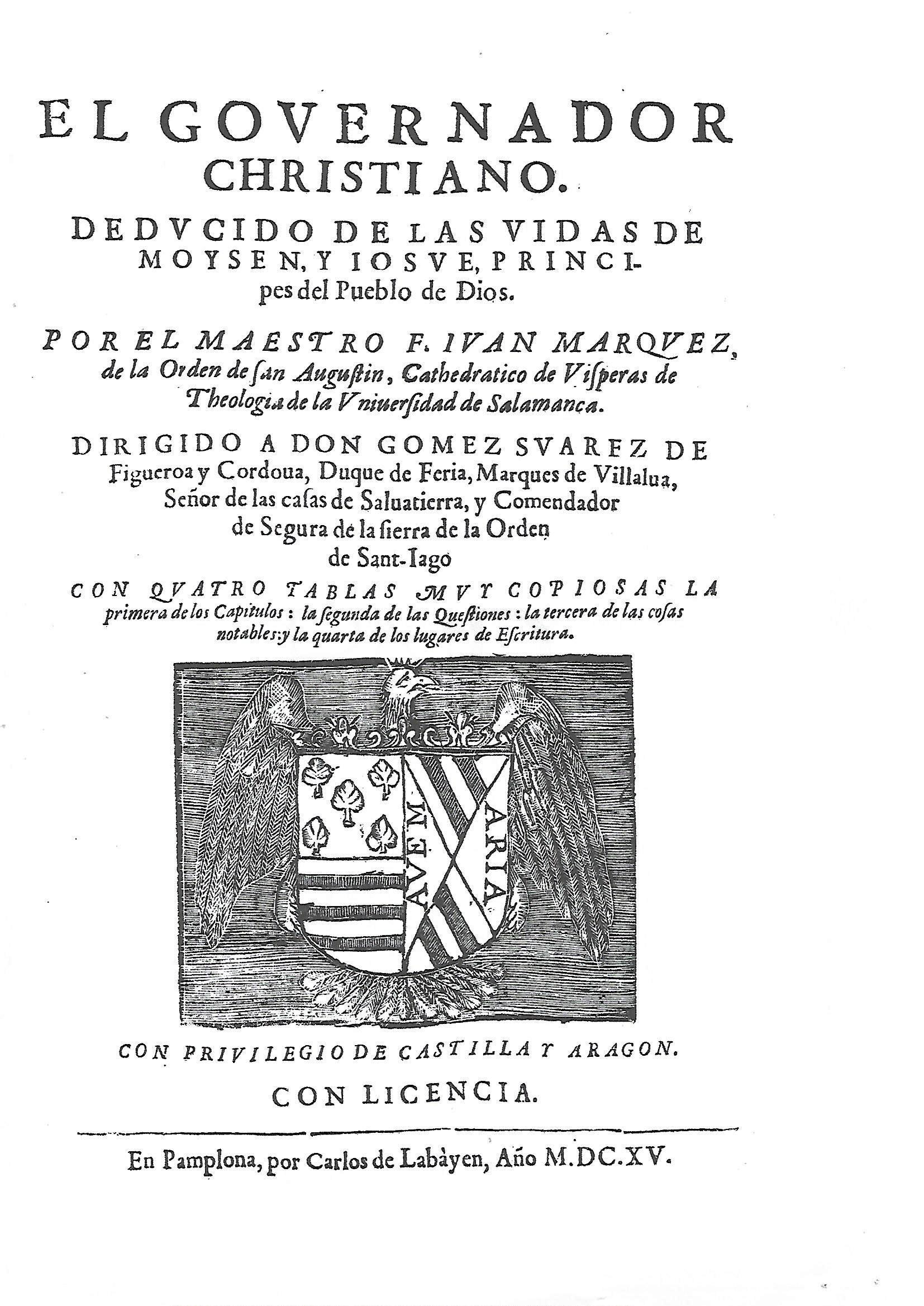
"El governador christiano" del agustino Juan Márquez, predicador de Felipe III, impreso en Pamplona por Carlos de Labayen en 1615, tres años después de la primera edición española

El segundo taller de la ciudad pronto estuvo a punto, ya que en el mismo año del nombramiento, al menos, sacó a la luz dos volúmenes, mientras que Mares solo imprimió uno. Al año siguiente, la producción fue también favorable a Labayen con seis libros frente a cinco de su competidor. 
Labayen también compartió con Mares el cargo de impresor del Reino de Navarra y, en consecuencia, el salario de este oficio también se repartió entre los dos tipógrafos. Al cabo de una semana del acuerdo municipal, Matías Mares, recibió la notificación oficial del nombramiento de Labayen que, sin duda, acogería a regañadientes, ya que además de reducir a la mitad su sueldo municipal le quitaba clientela. Los conflictos no tardan en aflorar y, al año siguiente, en 1608, Mares denuncia a su colega por imprimir la Cartilla, sobre la que tiene privilegio hasta 1612. Labayen, por su parte, sostiene que su edición es distinta ya que incluye nuevos contenidos y presenta una tipografía más adecuada para el aprendizaje de los niños. Este incidente muestra a Labayen como editor e impresor con iniciativa y nuevas ideas, dispuesto a competir abiertamente con el veterano Mares. Este, por su parte,  se resiste a perder el control del negocio y el monopolio de los cargos oficiales frente a su nuevo competidor. Es posible que por este motivo, en el Cuaderno de Leyes que imprime en 1608, se proclame en el pie de imprenta como “Impresor del Reyno de Navarra y de la Muy Noble y Leal Ciudad de Pamplona”, ignorando la existencia de Carlos de Labayen.

## Imprenta temporal en Tarazona
En 1613 Labayen monta un taller, “con todos sus aparejos y cinco diferencias de letras”, en Tarazona, contratado por el deán de la catedral, Pedro Jerónimo Sánchez de Lizarazo (m. 1614), para imprimir sus obras, sin que esto suponga el cierre del de Pamplona, que continúa con su ritmo de trabajo habitual. En el contrato de impresión se fija el precio de 24 reales por pliego impreso, sin contar el papel, y se establece una producción diaria de 1500 pliegos impresos, que sacarán los oficiales de la imprenta, a la que se compromete a acudir cuando sea preciso, sin tener la obligación estar presente en ella. De esta manera ven la luz dos obras de Sánchez de Lizarazu, en 1613 y 1619, la última, tras la muerte del autor, y la edición corre por cuenta de Juan Bonilla.
Cuando lleva ocho años instalado en Pamplona, en 1615, compra casa en la calle Cuchillerías, junto a la parroquia de San Lorenzo. Para ello toma a censo de su cuñado, el escribano real Martín de Aramayona, 600 ducados que le obligan a pagar 36 anuales, para lo que ha hipotecado su casa e imprenta. Sus allegados consideran que el pago del préstamo es inviable, ya que no tiene dinero. Por esas fechas su salario de impresor de la ciudad es de 40 ducados anuales. A pesar de los malos augurios, salió adelante con su trabajo de impresor, editor y vendedor de libros, al que al final de sus días, a partir de 1630, añadió el de administrador de la parroquia de Beriáin, ocupación que le acarreó diversos pleitos.
Además, vende libros en el “cajón” que tiene en los soportales del Consejo Real de Navarra, donde tradicionalmente se concentra este tipo de transacciones.

## Aprendices y oficiales de su taller
Se tiene noticia de que Juan de Navascués se formó en su taller, como aprendiz, a lo largo de seis años, y que posteriormente, en torno a 1622, era contratado a temporadas por los dos impresores activos en Pamplona por esa fecha, sin duda como tirador (se trata del operario que maneja la palanca de la prensa), ya que era analfabeto. Con anterioridad, Juan de Urrutia había trabajado para Labayen durante ocho años, al cabo de los cuales pasó a Zaragoza, donde permanecía en 1622. En 1621, mediante “concierto verbal”, contrata a Domingo López de Vergara, “mozo libre y horro” natural de Vitoria, como oficial librero, con el salario de 25 reales mensuales del que se descontarían los días de ausencia “ora por enfermedad como por otra cosa”. Además de su trabajo en la librería, lo manda a vender fuera de la ciudad y, de esta manera, en los 15 meses que estuvo a su servicio visitó Estella, Tolosa y San Sebastián. Lo despidió convencido de que se había quedado dinero. Paradójicamente al cabo de diez años, tras su matrimonio con Felipa Rodríguez, viuda de Carlos Labayen, se hizo con el control del negocio de imprenta y librería heredado por su esposa. Como es sabido, en el Antiguo Régimen la viudas no estaban autorizadas para gobernar un negocio artesanal y debían contraer con urgencia un nuevo matrimonio para que su esposo se hiciera cargo de él.

## Producción de libros
Trabaja desde 1607, cuando abre la imprenta en Pamplona, hasta su fallecimiento en 1632, lo que hace un total de 26 años en los que ven la luz 50 libros, lo que representa una quinta parte de la producción total, y una media de casi dos libros por año. La actividad es constante y regular, con tres excepciones, en los años 1613 — cuando monta un taller en Tarazona— 1624 y 1630 en los que no se conoce la impresión de libros, lo cual no quiere decir, como es sabido, que la imprenta pamplonesa estuviera parada, ya que en los años precedentes a 1613 y 1624 se registró una actividad inusual, con la aparición de cuatro libros. 
Llama la atención la actividad desplegada al año siguiente de la puesta en funcionamiento del taller, en 1608, cuando ve la luz media docena de libros, lo que supone el máximo de producción en su dilatada vida profesional. Entre ellos figura Ramillete de Nuestra Señora de Codés, obra de exaltación de la Virgen del santuario de Codés, escrita por el clérigo de Viana Juan de Amiax, y cuya portada se reproduce aquí.
En 1614 acomete la impresión de una obra de singular complejidad tipográfica como es el Liber Magnificarum del maestro de capilla de la catedral de Pamplona Miguel Navarro, que en esta ocasión además de autor ejerce como editor. El libro recoge composiciones polifónicas de carácter sacro, lo que constituía en la época un reto profesional, ya que requería tipos especiales y un componedor experto en este tipo de trabajos. Prueba de ello es que se trata de la única impresión con notación musical salida de las imprentas navarras en los siglos XVI, XVII y XVIII.
| Producción de libros de la imprenta de Carlos de Labayen (1607-1632) |
| -------------------------------------------------------------------- |
|                                                                      |

## Ediciones y coediciones
Además de abundantes ediciones propias, coedita con el librero vitoriano Martín Ibáñez de Langarica en 1618 y con su colega pamplonés Juan Oteiza en 1623. Con Ibáñez de Langarica pacta una tirada de 1100 ejemplares de los que se queda 250. Por otra parte, cabe recordar las impresiones que hizo en su etapa de Zaragoza y Tarazona para el editor aragonés Juan de Bonilla y para el pamplonés Fernando Espinal (1606). En 1628 sacó a la luz el un libro polémico: Historia apologética y descripción del Reino de Navarra, posiblemente encargado por un grupo de relevantes pamploneses que con esta publicación pretendía demostrar la primacía de Navarra sobre Aragón. En noviembre de ese mismo año fue apercibido por el vicario general del Obispado de Pamplona, junto con el resto de libreros e impresores de la ciudad, para que no imprimiera la Gallofa de 1629 que ha redactado Miguel de Odériz, maestro de ceremonias de la catedral, por ser este el titular de la licencia eclesiástica.

## Muerte y absorción del taller por su hermano Martín
Muere en 1632, a los 54 años, dejando como heredera a su esposa Felipa Rodríguez, que enseguida casa con el librero Domingo Vélez de Vergara, natural de Haro y afincado en Estella. El negocio comprende la imprenta y el “cajón” de venta de libros. El año de la muerte de Carlos de Labayen aparecen dos libros con el pie de imprenta de la “Viuda de Carlos de Labayen” y en la publicación que sale al año siguiente el texto cambia: “Heredera de Carlos de Labayen”, posiblemente porque este trabajo ya se había realizado después de su matrimonio con Domingo Vélez de Vergara. Felipa fallece en 1637 sin haber tenido descendencia en sus dos matrimonios. En el testamento designa heredera de sus bienes a su alma; por este motivo, para su salvación encarga 300 misas en el convento de los franciscanos, que importan 450 reales, y en cuya capilla pide ser enterrada
A su marido, que le ha atendido en la enfermedad, deja el “cajón” —el puesto de venta de libros sito en la plaza del Consejo Real— y cien ducados del producto de la venta de la imprenta y libros que se estima reportará 500. Con el dinero reunido se pagarán las deudas y las mandas testamentarias, entre las que figura la donación de 60 ducados a su sobrina, Isabel de Labayen.
Por motivos que se ignoran, la venta de la imprenta se retrasó y con ella el abono de las mandas testamentarias, hasta que finalmente, a instancia de los acreedores entre los que figuraba su sobrina Isabel, en 1644, los tribunales dispusieron que se adjudicara al mejor postor. El librero Juan de Enciso, llamado como tasador, sostenía que a la muerte de Felipa Rodríguez la “librería de libros menudos” valdría 200 ducados y 300 la imprenta, surtida con letras de cícero, atanasia y capitulares. Desde el fallecimiento de la viuda de Carlos de Labayen, en 1637, hasta la liquidación de la imprenta en 1644, en estos siete años, solo se conocen dos libros impresos en el taller; se trata de sendos Cuadernos de Leyes del Reino de Navarra; el del año 1642 lo suscriben, en calidad de impresores del Reino, Domingo Vélez de Vergara, el heredero por muerte de su esposa, y Martín de Labayen; mientras que el publicado en 1644, en el pie de imprenta, solo figura el nombre del primero. Sea como fuere, tras la muerte de Carlos de Labayen, en 1632,  a causa de la mala gestión realizada por su sucesor Domingo Vélez de Vergara, fallecido en 1644, el taller fue absorbido por Martín de Larumbe que gestionó el negocio con acierto hasta su muerte en 1654.

## Galería de imágenes

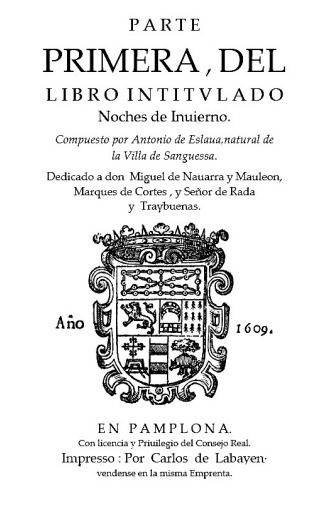
"Noches de invierno" de Antonio de Eslava[22] (1609)
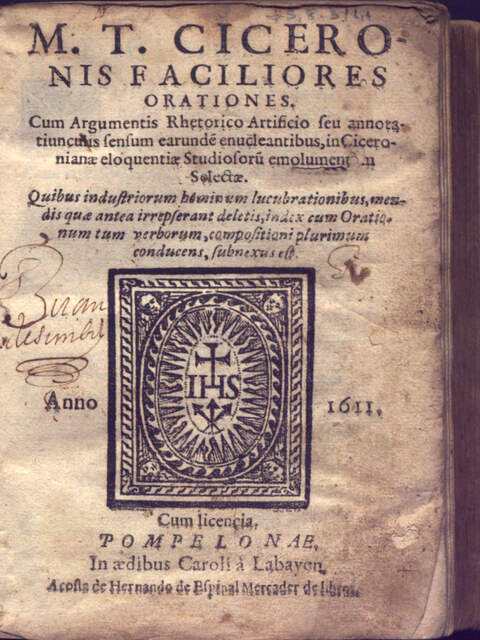
Textos de Cicerón para escolares, volumen impreso por Labayen en Pamplona en 1609 por encargo de Hernando Espinal, "mercader de libros" en Pamplona
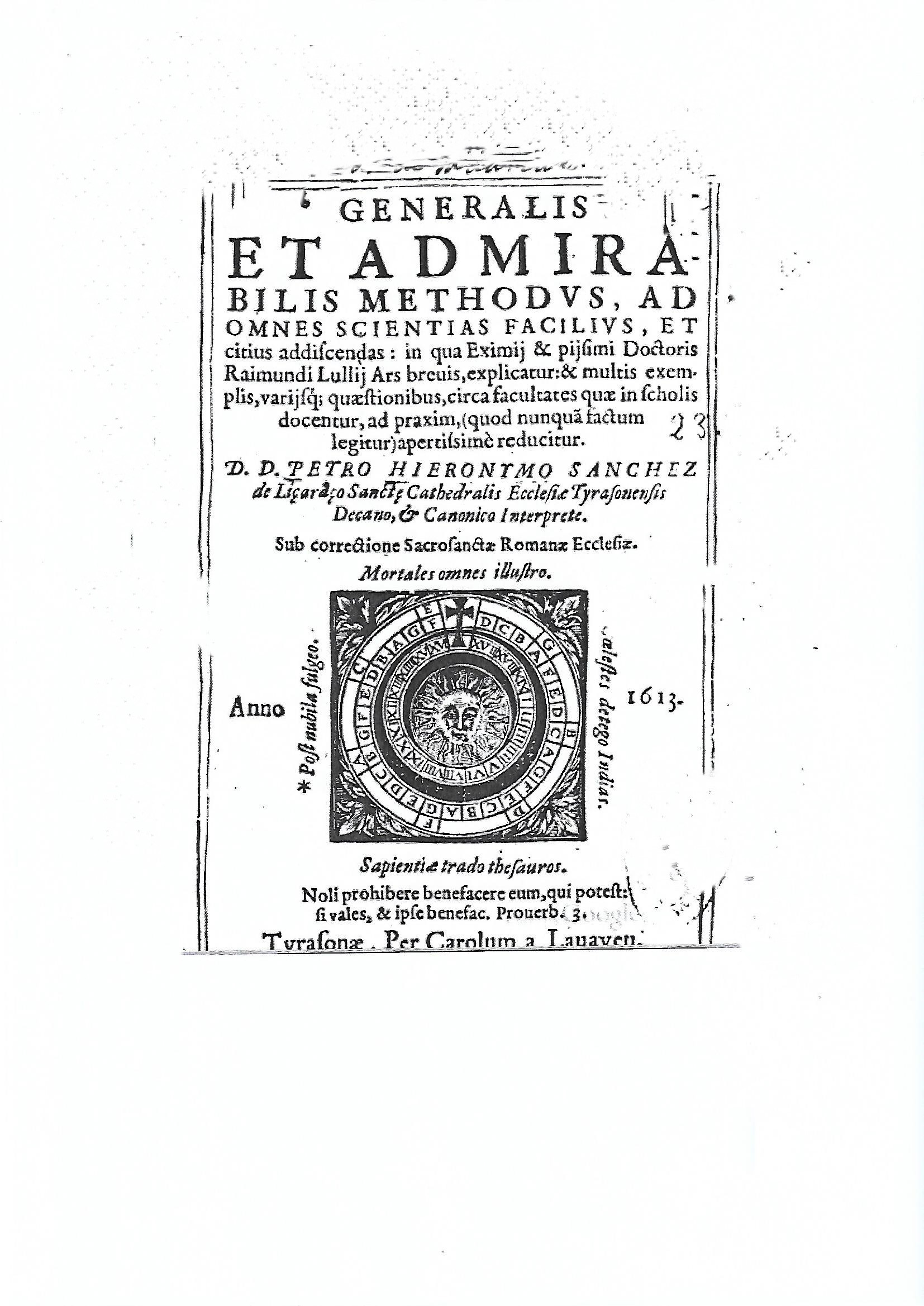
Libro sobre Ramón Llull impreso en Tarazona en 1613 por encargo de su comentarista, el canónigo Jerónimo Sánchez de Lizarazo
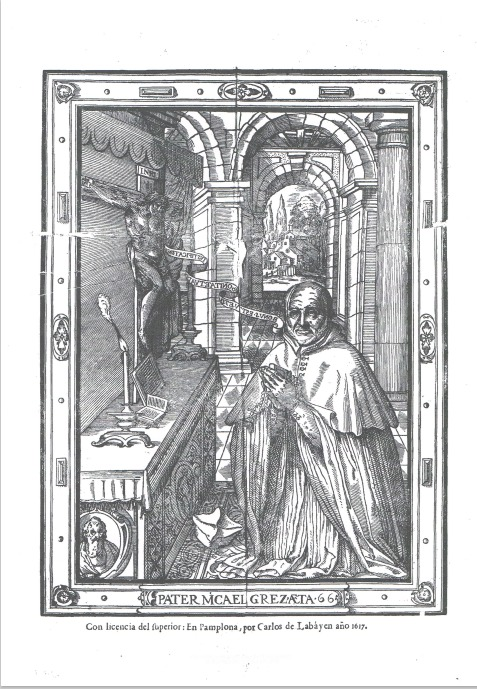
Grabado xilográfico (1617) del sacerdote de Lumbier Miguel López de Grez a los 66 años de edad
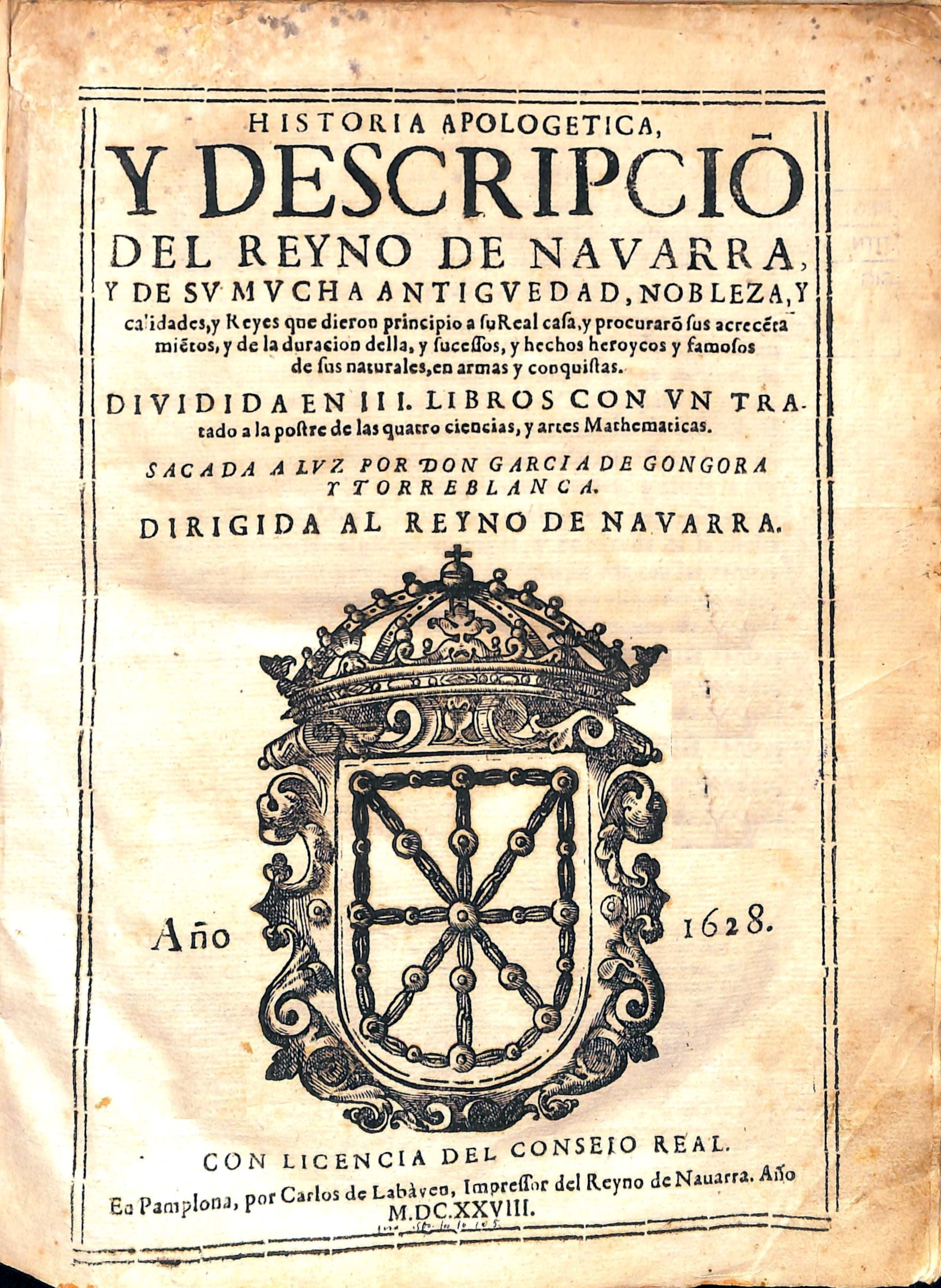
"Descripción del Reyno de Navarra" (1628), impresa por Carlos de Labayen "Impressor del Reyno de Navarra"
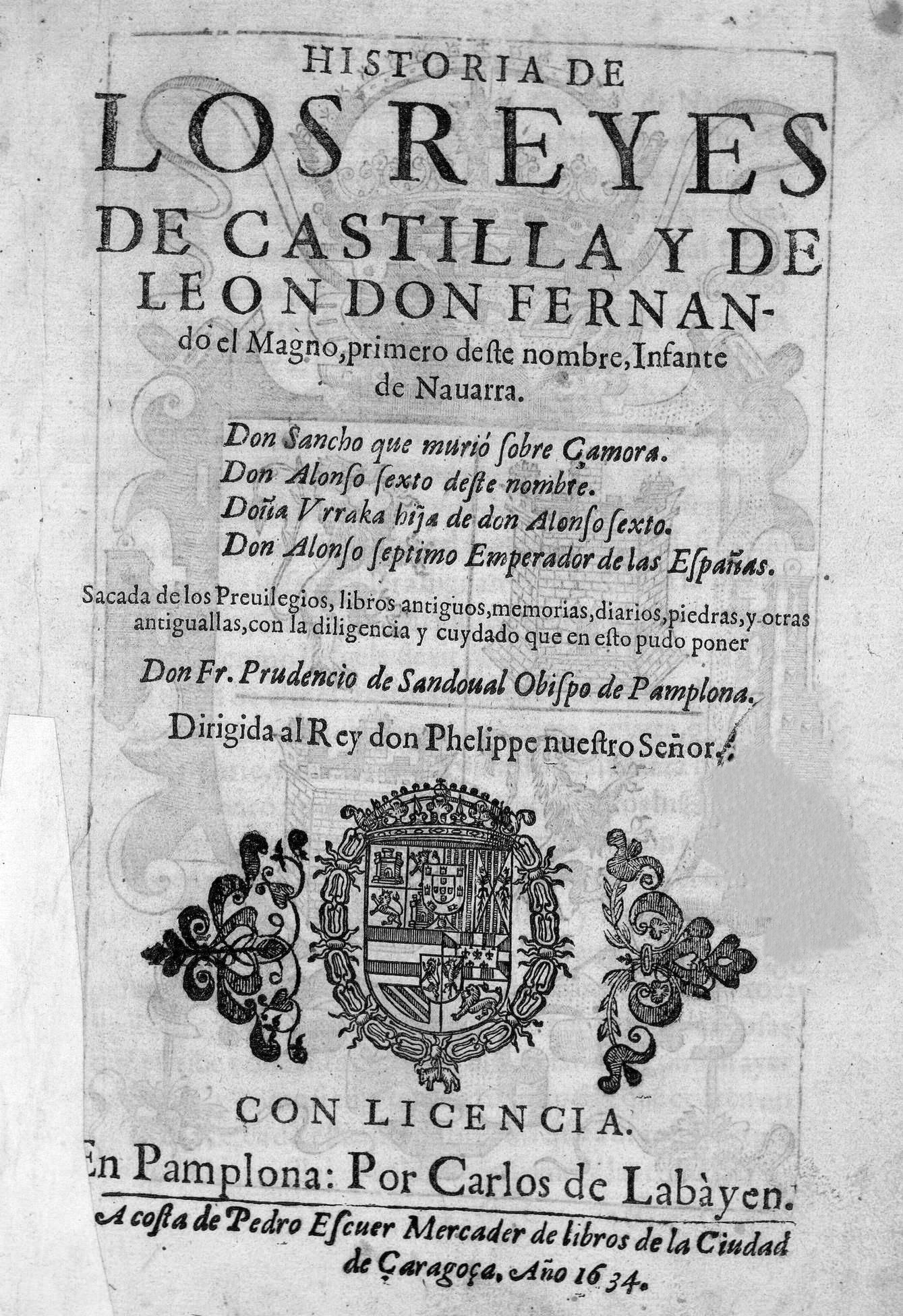
"Historia de los reyes de Castilla", impresa por Carlos de Labayen en Pamplona en 1615 y "rejuvenecida" en 1634 por el librero de Zaragoza Pedro Escuer